# George McPhee
Pour les articles homonymes, voir McPhee.
George McPhee (né le 2 juillet 1958 à Guelph en Ontario au Canada) est un joueur professionnel canadien de hockey sur glace devenu directeur général, gouverneur-adjoint et vice-président des Capitals de Washington de 1997 à 2014.

## Biographie
McPhee joue au hockey universitaire pendant quatre saisons avec les Falcons de Bowling Green de 1978-79 à 1981-82 avant de se joindre aux Oilers de Tulsa de la Ligue centrale de hockey. De là, il joue quelques saisons avec les Rangers de New York avant de passer aux Devils du New Jersey. Il connait une carrière de sept saisons dans la LNH, au cours desquelles il ne parvient jamais à s'imposer comme titulaire, ne jouant que 119 matchs et ne récoltant que 24 buts et 25 passes, pour 49 points, en plus d'accumuler 257 minutes de punition.
Il devient en 1992 vice-président et directeur aux opérations hockey chez les Canucks de Vancouver, assistant Pat Quinn dans ses fonctions. Les Canucks sont performants pendant son séjour, se qualifiant quatre fois pour les séries et se rendant même jusqu'à la finale de la Coupe Stanley en 1994 où ils perdent contre les Rangers.
Il se joint aux Capitals de Washington en 1997 à un moment où l'équipe tente de modifier sa réputation de bon club de saison régulière incapable de bien faire en séries. Les choses commencent bien pour McPhee alors qu'il participe à la toute première participation à la finale de la Coupe Stanley des Caps à sa première saison. Il remporte 2 titres de la division Sud-est (1999-2000 et 2000-2001), connait 3 saisons de 40 victoires ou plus (1997-1998, 1999-2000 et 2000-2001) et une saison de 102 points (1999-2000) ; malgré cela, excepté leur finale de 1998, les Caps ne parviennent jamais à dépasser la première ronde.
La 2003-2004 est celle où le propriétaire des Capitals Ted Leonsis décide de changer de fond en comble l'alignement des Capitals pour réduire sa masse salariale et entamer un mouvement de reconstruction avec des jeunes. C'est l'une des plus grosses vente de feu de l'histoire du sport professionnel, des joueurs tels Sergueï Gontchar, Jaromír Jágr, Peter Bondra, Michael Nylander, Mike Grier, Robert Lang et Steve Konowalchuk changent tous d'adresse au cours de la saison, ce qui vaut alors à McPhee beaucoup de critiques.
Après avoir passé 17 ans en tant que directeur général des Capitals, il est relevé de ses fonctions par l'équipe, qui choisit de ne pas renouveler son contrat.
En 1987, il est intronisé au temple de la renommée des sports de l'université de Bowling Green State.
Le 13 juillet 2016, il est nommé directeur-général de la future équipe de la LNH qui s'établira à Las Vegas et qui débutera ses activités lors de la saison 2017-2018.
Le 2 mai 2019, il cède sa place de directeur-général à Kelly McCrimmon. Il est nommé président des affaires hockey.

## Statistiques
| Saison     | Équipe                   | Ligue      |     | Saison régulière | Saison régulière | Saison régulière | Saison régulière | Saison régulière |   | Séries éliminatoires | Séries éliminatoires | Séries éliminatoires | Séries éliminatoires | Séries éliminatoires |
| Saison     | Équipe                   | Ligue      | PJ  | B                | A                | Pts              | Pun              | PJ               | B | A                    | Pts                  | Pun                  |                      |                      |
| 1977-1978  | Platers de Guelph        | OPJHL      |     |                  |                  |                  |                  |                  |   |                      |                      |                      |                      |                      |
| 1978-1979  | Falcons de Bowling Green | NCAA       | 43  | 40               | 48               | 88               | 58               | -                | - | -                    | -                    | -                    |                      |                      |
| 1979-1980  | Falcons de Bowling Green | NCAA       | 34  | 21               | 24               | 45               | 51               | -                | - | -                    | -                    | -                    |                      |                      |
| 1980-1981  | Falcons de Bowling Green | NCAA       | 36  | 25               | 29               | 54               | 68               | -                | - | -                    | -                    | -                    |                      |                      |
| 1981-1982  | Falcons de Bowling Green | NCAA       | 40  | 28               | 52               | 80               | 57               | -                | - | -                    | -                    | -                    |                      |                      |
| 1982-1983  | Oilers de Tulsa          | LCH        | 61  | 17               | 43               | 60               | 145              | -                | - | -                    | -                    | -                    |                      |                      |
| 1982-1983  | Rangers de New York      | LNH        | -   | -                | -                | -                | -                | 9                | 3 | 3                    | 6                    | 6                    |                      |                      |
| 1983-1984  | Oilers de Tulsa          | LCH        | 49  | 20               | 28               | 48               | 133              | -                | - | -                    | -                    | -                    |                      |                      |
| 1983-1984  | Rangers de New York      | LNH        | 9   | 1                | 1                | 2                | 11               | -                | - | -                    | -                    | -                    |                      |                      |
| 1984-1985  | Nighthawks de New Haven  | LAH        | 3   | 2                | 2                | 4                | 13               | -                | - | -                    | -                    | -                    |                      |                      |
| 1984-1985  | Rangers de New York      | LNH        | 49  | 12               | 15               | 27               | 139              | 3                | 1 | 0                    | 1                    | 7                    |                      |                      |
| 1985-1986  | Rangers de New York      | LNH        | 30  | 4                | 4                | 8                | 63               | 11               | 0 | 0                    | 0                    | 32                   |                      |                      |
| 1986-1987  | Rangers de New York      | LNH        | 21  | 4                | 4                | 8                | 34               | 6                | 1 | 0                    | 1                    | 28                   |                      |                      |
| 1987-1988  | Devils du New Jersey     | LNH        | 5   | 3                | 0                | 3                | 8                | -                | - | -                    | -                    | -                    |                      |                      |
| 1988-1989  | Devils d'Utica           | LAH        | 8   | 3                | 2                | 5                | 31               | 3                | 1 | 0                    | 1                    | 26                   |                      |                      |
| 1988-1989  | Devils du New Jersey     | LNH        | 1   | 0                | 1                | 1                | 2                | -                | - | -                    | -                    | -                    |                      |                      |
| Totaux LNH | Totaux LNH               | Totaux LNH | 115 | 24               | 25               | 49               | 257              | 29               | 5 | 3                    | 8                    | 73                   |                      |                      |